# 米原市
米原市（まいばらし）は、滋賀県北東部にある市。隣接する長浜市とともに湖北地域（湖北区域、湖北圏域）に属する都市である。

## 概要

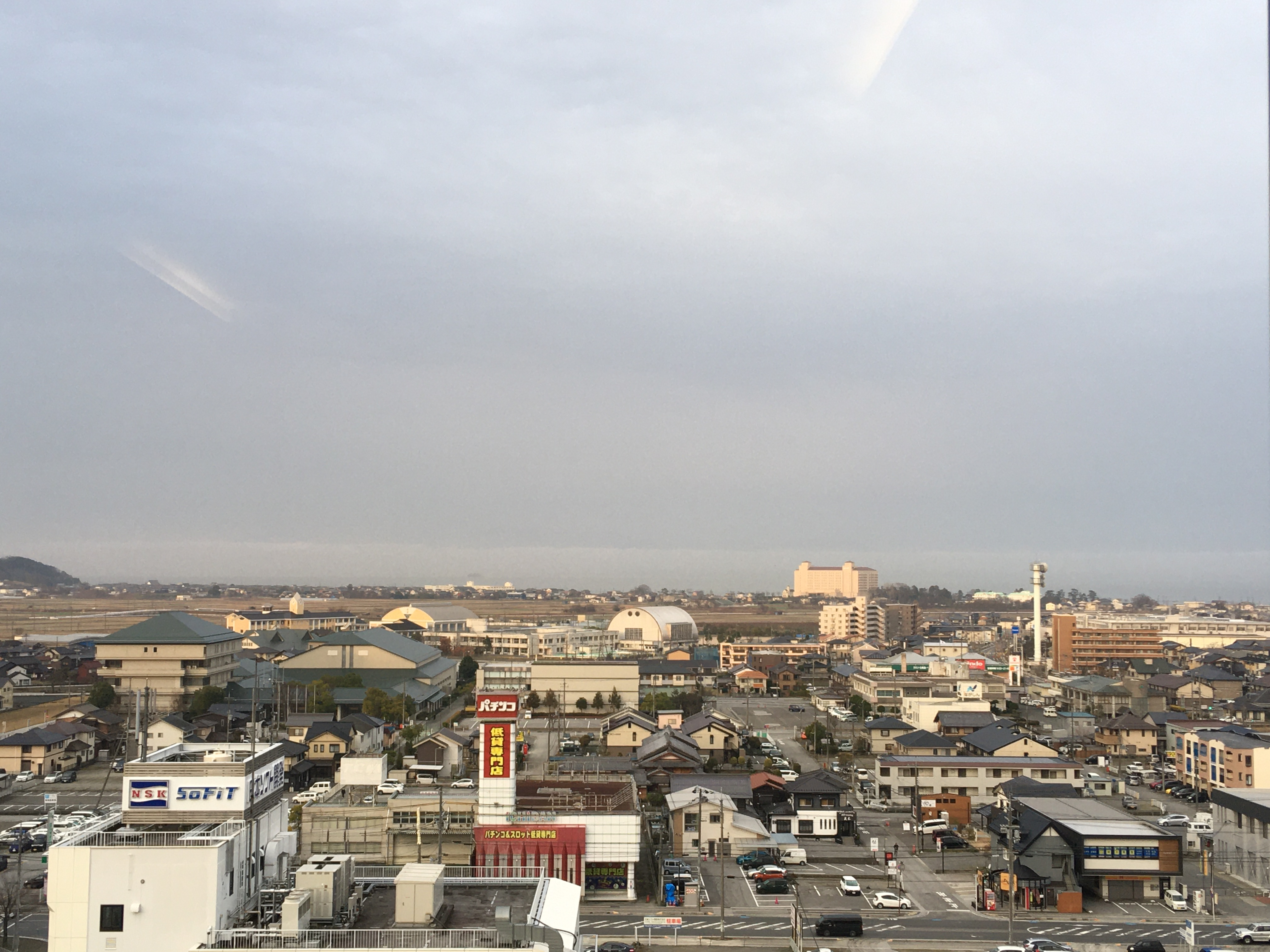
米原市街地と琵琶湖

交通都市として知られ、古くから中山道と北陸道の分岐点として発達した。市の中心部である米原が北国街道の米原宿に当たり、市域南部を東西に通過する中山道には番場宿、醒井宿、柏原宿の3か所の宿場町が置かれていた。また、現在でも国道8号と国道21号が分岐し、米原JCTでは名神高速道路と北陸自動車道が分岐するなど交通の結節点としての役割を果たしている。
滋賀県内で唯一、東海道新幹線の駅が設置されている。そのため関西圏・中京圏ともにアクセスが良く、新幹線では米原駅から京都駅まで19分、新大阪駅まで35分、一方名古屋駅までは27分で到着する。また、東海道本線（東海道線・琵琶湖線）でも名古屋方面と大阪方面へそれぞれ直通があるほか、米原駅は北陸本線の終点でもある。
自然資源も豊富であり、日本百名山に数えられる高山植物の宝庫・伊吹山、ゲンジボタルの群生地として有名な天野川中流域と三島池、滋賀県・岐阜県にのみ生息する魚ハリヨや希少植物バイカモ（梅花藻）といった貴重な生物が見られる地蔵川などがある。市内の甲津原にグランスノー奥伊吹というスキー場がある。

### 地名について
「米原」の読み方には「まいはら」と「まいばら」の2通りがあるが、市名の制定にあたっては、旧米原町の「まいはら」ではなく、知名度の高い米原駅に合わせて「まいばら」を採用した。
北陸自動車道の米原ICの読み方は開通当初「まいばら」で、2001年（平成13年）6月4日に町名に合わせて「まいはら」に変更されたが、米原市が発足したことで再び自治体名とインターチェンジ名が食い違うこととなった。

## 地理

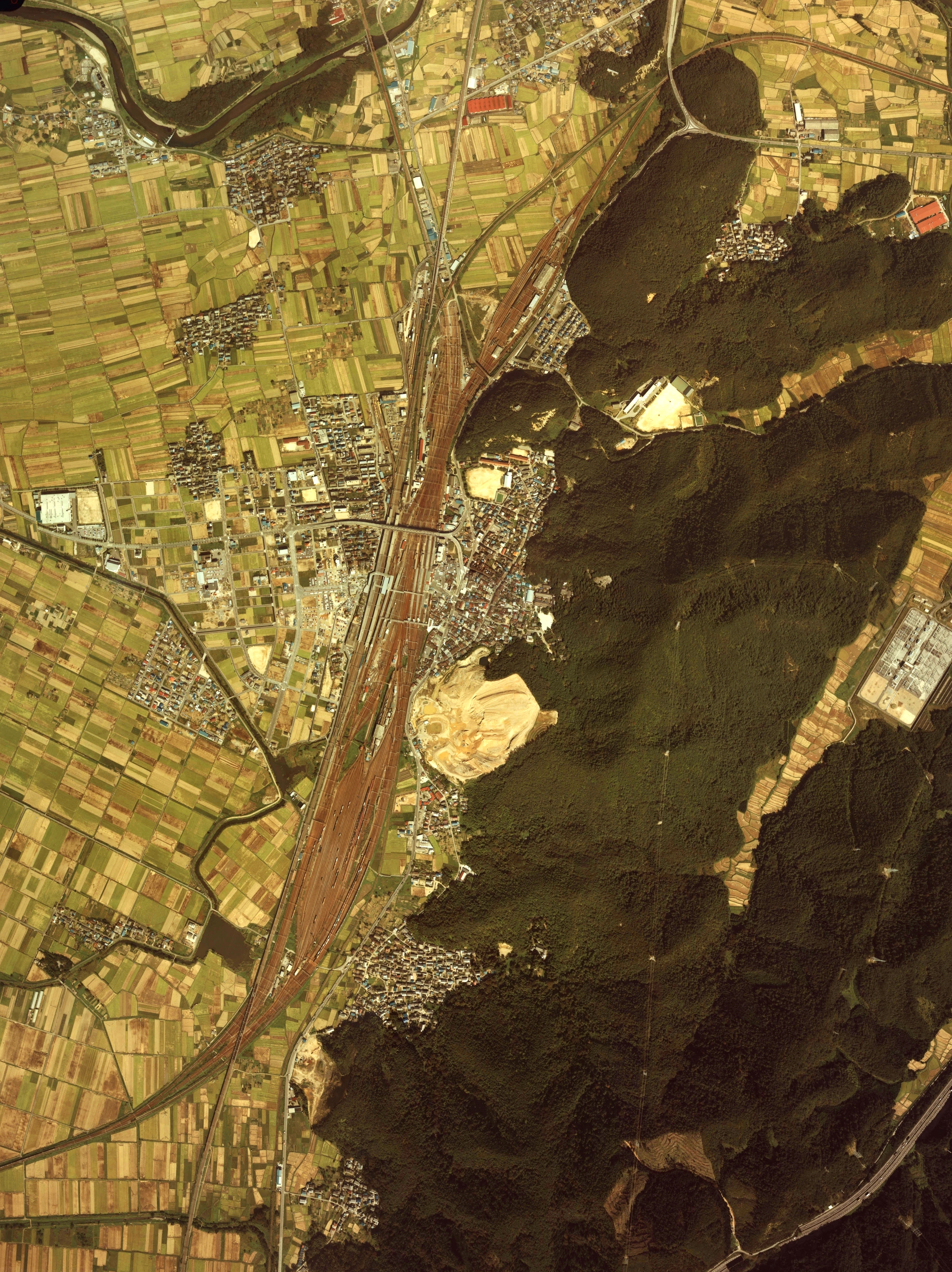
米原市中心部周辺の空中写真。1982年撮影の4枚を合成作成。。

### 地形

#### 山地
主な山
- 伊吹山（伊吹山地）
- 霊仙山（鈴鹿山脈）厳密には霊仙山頂は多賀町にあるが、山裾が旧米原町域の7割以上を占める為、一般的に米原市の山としても用いる。

#### 河川
主な川
- 姉川
- 天野川
- 矢倉川
- 丹生川
- 藤古川

#### 湖沼
主な湖
- 琵琶湖

干拓地
- 入江干拓

### 気候
気候は日本海型気候に属しており、冬季の北西の季節風や積雪を特徴とする。ただし、湖岸部は年間降水量が比較的少ない内陸性盆地気候なのに対し、中山間部は県下有数の豪雪地帯である。1927年（昭和2年）2月14日には伊吹山で11m82cmの滋賀県の観測史上最大の積雪量を記録した。
- 気温 - 最高36.4℃（2024年8月14日）、最低-12.2℃（2012年2月4日）
- 最大日降水量 - 232.0ミリ（2017年8月7日）
- 最大瞬間風速 - 32.2メートル（2018年9月4日）
- 最深積雪 - 91センチ（2022年2月6日）
- 夏日最多日数 - 131日（2024年）
- 真夏日最多日数 - 75日（2024年）
- 猛暑日最多日数 - 13日（2024年）
- 熱帯夜最多日数 - 12日（2023年）
- 冬日最多日数 - 98日（2011年）
- 真冬日最多日数 - 3日（2011年）

| 米原（2001年 - 2020年）の気候      | 米原（2001年 - 2020年）の気候 | 米原（2001年 - 2020年）の気候 | 米原（2001年 - 2020年）の気候 | 米原（2001年 - 2020年）の気候 | 米原（2001年 - 2020年）の気候 | 米原（2001年 - 2020年）の気候 | 米原（2001年 - 2020年）の気候 | 米原（2001年 - 2020年）の気候 | 米原（2001年 - 2020年）の気候 | 米原（2001年 - 2020年）の気候 | 米原（2001年 - 2020年）の気候 | 米原（2001年 - 2020年）の気候 | 米原（2001年 - 2020年）の気候 |
| 月                                 | 1月                           | 2月                           | 3月                           | 4月                           | 5月                           | 6月                           | 7月                           | 8月                           | 9月                           | 10月                          | 11月                          | 12月                          | 年                            |
| ---------------------------------- | ----------------------------- | ----------------------------- | ----------------------------- | ----------------------------- | ----------------------------- | ----------------------------- | ----------------------------- | ----------------------------- | ----------------------------- | ----------------------------- | ----------------------------- | ----------------------------- | ----------------------------- |
| 最高気温記録 °C （°F）             | 14.3 (57.7)                   | 18.9 (66)                     | 23.4 (74.1)                   | 28.2 (82.8)                   | 31.2 (88.2)                   | 34.7 (94.5)                   | 36.2 (97.2)                   | 36.4 (97.5)                   | 35.0 (95)                     | 31.5 (88.7)                   | 24.1 (75.4)                   | 19.3 (66.7)                   | 36.4 (97.5)                   |
| 平均最高気温 °C （°F）             | 5.8 (42.4)                    | 7.3 (45.1)                    | 11.3 (52.3)                   | 17.1 (62.8)                   | 22.0 (71.6)                   | 25.5 (77.9)                   | 29.1 (84.4)                   | 30.8 (87.4)                   | 27.0 (80.6)                   | 21.1 (70)                     | 14.9 (58.8)                   | 8.7 (47.7)                    | 18.4 (65.1)                   |
| 日平均気温 °C （°F）               | 2.1 (35.8)                    | 3.1 (37.6)                    | 6.2 (43.2)                    | 11.7 (53.1)                   | 16.9 (62.4)                   | 21.0 (69.8)                   | 24.8 (76.6)                   | 26.0 (78.8)                   | 22.1 (71.8)                   | 16.0 (60.8)                   | 10.0 (50)                     | 4.7 (40.5)                    | 13.7 (56.7)                   |
| 平均最低気温 °C （°F）             | −1.7 (28.9)                   | −1.2 (29.8)                   | 1.0 (33.8)                    | 5.9 (42.6)                    | 11.8 (53.2)                   | 16.9 (62.4)                   | 21.5 (70.7)                   | 22.2 (72)                     | 18.0 (64.4)                   | 11.1 (52)                     | 5.0 (41)                      | 0.7 (33.3)                    | 9.3 (48.7)                    |
| 最低気温記録 °C （°F）             | −11.9 (10.6)                  | −12.2 (10)                    | −7.6 (18.3)                   | −3.8 (25.2)                   | 1.5 (34.7)                    | 8.5 (47.3)                    | 14.9 (58.8)                   | 13.7 (56.7)                   | 7.3 (45.1)                    | 1.7 (35.1)                    | −2.7 (27.1)                   | −7.5 (18.5)                   | −12.2 (10)                    |
| 降水量 mm （inch）                 | 115.0 (4.528)                 | 93.5 (3.681)                  | 112.4 (4.425)                 | 115.1 (4.531)                 | 132.5 (5.217)                 | 168.5 (6.634)                 | 272.2 (10.717)                | 153.2 (6.031)                 | 193.7 (7.626)                 | 149.6 (5.89)                  | 84.9 (3.343)                  | 129.5 (5.098)                 | 1,735.6 (68.331)              |
| 降雪量 cm （inch）                 | 87 (34.3)                     | 57 (22.4)                     | 14 (5.5)                      | 0 (0)                         | 0 (0)                         | 0 (0)                         | 0 (0)                         | 0 (0)                         | 0 (0)                         | 0 (0)                         | 0 (0)                         | 47 (18.5)                     | 200 (78.7)                    |
| 平均降水日数 （≥1.0 mm）           | 15.9                          | 12.4                          | 12.7                          | 11.0                          | 10.1                          | 11.0                          | 13.0                          | 10.1                          | 10.7                          | 9.2                           | 10.4                          | 16.7                          | 143.2                         |
| 平均月間日照時間                   | 100.9                         | 119.5                         | 164.2                         | 184.2                         | 206.3                         | 159.7                         | 163.5                         | 206.8                         | 162.4                         | 164.4                         | 137.7                         | 100.6                         | 1,864.8                       |
| 出典1：Japan Meteorological Agency |                               |                               |                               |                               |                               |                               |                               |                               |                               |                               |                               |                               |                               |
| 出典2：気象庁                      |                               |                               |                               |                               |                               |                               |                               |                               |                               |                               |                               |                               |                               |

### 人口
平成27年国勢調査より前回調査からの人口増減をみると、3.35％減の38,719人であり、増減率は県下19市町村中13位。
| |                                        |  |
| 米原市と全国の年齢別人口分布（2005年） | 米原市の年齢・男女別人口分布（2005年） |  |
| ■紫色 ― 米原市 ■緑色 ― 日本全国 | ■青色 ― 男性 ■赤色 ― 女性              |  |
| 米原市（に相当する地域）の人口の推移 \| 1970年（昭和45年） \| 39,128人 \| \| \| 1975年（昭和50年） \| 39,272人 \| \| \| 1980年（昭和55年） \| 39,335人 \| \| \| 1985年（昭和60年） \| 39,739人 \| \| \| 1990年（平成2年） \| 39,600人 \| \| \| 1995年（平成7年） \| 40,557人 \| \| \| 2000年（平成12年） \| 41,251人 \| \| \| 2005年（平成17年） \| 41,009人 \| \| \| 2010年（平成22年） \| 40,060人 \| \| \| 2015年（平成27年） \| 38,719人 \| \| \| 2020年（令和2年） \| 37,225人 \| \| |                                        |  |
| 総務省統計局 国勢調査より |                                        |  |
| 1970年（昭和45年） | 39,128人                               |  |
| 1975年（昭和50年） | 39,272人                               |  |
| 1980年（昭和55年） | 39,335人                               |  |
| 1985年（昭和60年） | 39,739人                               |  |
| 1990年（平成2年） | 39,600人                               |  |
| 1995年（平成7年） | 40,557人                               |  |
| 2000年（平成12年） | 41,251人                               |  |
| 2005年（平成17年） | 41,009人                               |  |
| 2010年（平成22年） | 40,060人                               |  |
| 2015年（平成27年） | 38,719人                               |  |
| 2020年（令和2年） | 37,225人                               |  |

### 隣接自治体
滋賀県
- 長浜市
- 彦根市
- 犬上郡多賀町

岐阜県
- 大垣市
- 揖斐郡揖斐川町
- 不破郡関ケ原町

## 歴史
中世をとおして米原市北部・西部は京極氏の本拠地として栄えた。京極氏は初め清滝の柏原館（現徳源院）を拠点に北近江を治めたが、戦国時代には伊吹山麓の上平寺に京極館を移して動乱に対応した。
南東部は室町幕府外様衆（奉公衆）でもあった土肥氏の領地として栄えた。土肥氏は館の他に番場城・鎌刃城を築き交通の要衝であった東山道番場周辺を守った。

### 沿革
- 2005年（平成17年）
  - 2月14日 - 坂田郡米原町・伊吹町・山東町が新設合併して米原市が発足。
  - 10月1日 - 坂田郡近江町を編入。なおこれによって、坂田郡は消滅した。
- 2020年（令和2年） - 新型コロナウイルス感染症拡大に伴い米原曳山まつり[13]、朝日豊年太鼓踊などが中止になる。
- 2021年（令和3年）5月6日 - 市役所が米原駅東口に移転、開庁[14]。
- 2022年（令和4年）6月30日 - この日をもって醒井水の宿駅を閉館[15]。
- 2024年（令和6年）7月1日 - 梅雨前線が活発化して集中豪雨。伊吹地区で土石流が発生したため、市が127世帯313人に対し緊急安全確保（警戒レベル5）を発令[16]。

### 行政区画の変遷
| 所 属 郡    | 明治以前 | 明治初年 - 明治22年  | 明治22年 4月1日 町村制施行 | 明治22年 - 大正15年              | 昭和元年 - 昭和20年   | 昭和21年 - 昭和40年    | 昭和41年 - 昭和64年        | 平成元年 - 現在              | 現在   |
| ----------- | -------- | -------------------- | -------------------------- | -------------------------------- | --------------------- | ---------------------- | -------------------------- | ---------------------------- | ------ |
| 東 浅 井 郡 | 甲津原村 | 甲津原村             | 東草野村                   | 東草野村                         | 東草野村              | 昭和31年9月1日 伊吹村  | 昭和46年2月1日 町制 伊吹町 | 平成17年2月14日 米原市       | 米原市 |
| 東 浅 井 郡 | 曲谷村   | 曲谷村               | 東草野村                   | 東草野村                         | 東草野村              | 昭和31年9月1日 伊吹村  | 昭和46年2月1日 町制 伊吹町 | 平成17年2月14日 米原市       | 米原市 |
| 東 浅 井 郡 | 甲賀村   | 甲賀村               | 東草野村                   | 東草野村                         | 東草野村              | 昭和31年9月1日 伊吹村  | 昭和46年2月1日 町制 伊吹町 | 平成17年2月14日 米原市       | 米原市 |
| 東 浅 井 郡 | 吉槻村   | 吉槻村               | 東草野村                   | 東草野村                         | 東草野村              | 昭和31年9月1日 伊吹村  | 昭和46年2月1日 町制 伊吹町 | 平成17年2月14日 米原市       | 米原市 |
| 東 浅 井 郡 | 上板並村 | 上板並村             | 東草野村                   | 東草野村                         | 東草野村              | 昭和31年9月1日 伊吹村  | 昭和46年2月1日 町制 伊吹町 | 平成17年2月14日 米原市       | 米原市 |
| 東 浅 井 郡 | 下板並村 | 下板並村             | 東草野村                   | 東草野村                         | 東草野村              | 昭和31年9月1日 伊吹村  | 昭和46年2月1日 町制 伊吹町 | 平成17年2月14日 米原市       | 米原市 |
| 坂 田 郡    | 村木村   | 村木村               | 春照村                     | 春照村                           | 春照村                | 昭和31年9月1日 伊吹村  | 昭和46年2月1日 町制 伊吹町 | 平成17年2月14日 米原市       | 米原市 |
| 坂 田 郡    | 杉沢村   | 杉沢村               | 春照村                     | 春照村                           | 春照村                | 昭和31年9月1日 伊吹村  | 昭和46年2月1日 町制 伊吹町 | 平成17年2月14日 米原市       | 米原市 |
| 坂 田 郡    | 高番村   | 高番村               | 春照村                     | 春照村                           | 春照村                | 昭和31年9月1日 伊吹村  | 昭和46年2月1日 町制 伊吹町 | 平成17年2月14日 米原市       | 米原市 |
| 坂 田 郡    | 大清水村 | 大清水村             | 春照村                     | 春照村                           | 春照村                | 昭和31年9月1日 伊吹村  | 昭和46年2月1日 町制 伊吹町 | 平成17年2月14日 米原市       | 米原市 |
| 坂 田 郡    | 藤川村   | 藤川村               | 春照村                     | 春照村                           | 春照村                | 昭和31年9月1日 伊吹村  | 昭和46年2月1日 町制 伊吹町 | 平成17年2月14日 米原市       | 米原市 |
| 坂 田 郡    | 春照村   | 春照村               | 春照村                     | 春照村                           | 春照村                | 昭和31年9月1日 伊吹村  | 昭和46年2月1日 町制 伊吹町 | 平成17年2月14日 米原市       | 米原市 |
| 坂 田 郡    | 上平寺村 | 上平寺村             | 春照村                     | 春照村                           | 春照村                | 昭和31年9月1日 伊吹村  | 昭和46年2月1日 町制 伊吹町 | 平成17年2月14日 米原市       | 米原市 |
| 坂 田 郡    | 伊吹村   | 伊吹村               | 伊吹村                     | 伊吹村                           | 伊吹村                | 昭和31年9月1日 伊吹村  | 昭和46年2月1日 町制 伊吹町 | 平成17年2月14日 米原市       | 米原市 |
| 坂 田 郡    | 弥高村   | 弥高村               | 伊吹村                     | 伊吹村                           | 伊吹村                | 昭和31年9月1日 伊吹村  | 昭和46年2月1日 町制 伊吹町 | 平成17年2月14日 米原市       | 米原市 |
| 坂 田 郡    | 上野村   | 上野村               | 伊吹村                     | 伊吹村                           | 伊吹村                | 昭和31年9月1日 伊吹村  | 昭和46年2月1日 町制 伊吹町 | 平成17年2月14日 米原市       | 米原市 |
| 坂 田 郡    | 大平寺村 | 大平寺村             | 伊吹村                     | 伊吹村                           | 伊吹村                | 昭和31年9月1日 伊吹村  | 昭和46年2月1日 町制 伊吹町 | 平成17年2月14日 米原市       | 米原市 |
| 坂 田 郡    | 小泉村   | 小泉村               | 伊吹村                     | 伊吹村                           | 伊吹村                | 昭和31年9月1日 伊吹村  | 昭和46年2月1日 町制 伊吹町 | 平成17年2月14日 米原市       | 米原市 |
| 坂 田 郡    | 大久保村 | 大久保村             | 伊吹村                     | 伊吹村                           | 伊吹村                | 昭和31年9月1日 伊吹村  | 昭和46年2月1日 町制 伊吹町 | 平成17年2月14日 米原市       | 米原市 |
| 坂 田 郡    | 梅ヶ原村 | 梅ヶ原村             | 入江村                     | 大正12年11月15日 町制改称 米原町 | 米原町                | 昭和31年9月1日 米原町  | 米原町                     | 平成17年2月14日 米原市       | 米原市 |
| 坂 田 郡    | 米原村   | 米原村               | 入江村                     | 大正12年11月15日 町制改称 米原町 | 米原町                | 昭和31年9月1日 米原町  | 米原町                     | 平成17年2月14日 米原市       | 米原市 |
| 坂 田 郡    | 下多良村 | 下多良村             | 入江村                     | 大正12年11月15日 町制改称 米原町 | 米原町                | 昭和31年9月1日 米原町  | 米原町                     | 平成17年2月14日 米原市       | 米原市 |
| 坂 田 郡    | 中多良村 | 中多良村             | 入江村                     | 大正12年11月15日 町制改称 米原町 | 米原町                | 昭和31年9月1日 米原町  | 米原町                     | 平成17年2月14日 米原市       | 米原市 |
| 坂 田 郡    | 上多良村 | 上多良村             | 入江村                     | 大正12年11月15日 町制改称 米原町 | 米原町                | 昭和31年9月1日 米原町  | 米原町                     | 平成17年2月14日 米原市       | 米原市 |
| 坂 田 郡    | 朝妻村   | 明治7年 朝妻筑摩村   | 入江村                     | 大正12年11月15日 町制改称 米原町 | 米原町                | 昭和31年9月1日 米原町  | 米原町                     | 平成17年2月14日 米原市       | 米原市 |
| 坂 田 郡    | 筑摩村   | 明治7年 朝妻筑摩村   | 入江村                     | 大正12年11月15日 町制改称 米原町 | 米原町                | 昭和31年9月1日 米原町  | 米原町                     | 平成17年2月14日 米原市       | 米原市 |
| 坂 田 郡    | 磯村     | 磯村                 | 入江村                     | 大正12年11月15日 町制改称 米原町 | 米原町                | 昭和31年9月1日 米原町  | 米原町                     | 平成17年2月14日 米原市       | 米原市 |
| 坂 田 郡    | 牛打村   | 牛打村               | 南箕浦村                   | 明治23年3月15日 改称 息郷村      | 息郷村                | 昭和31年9月1日 米原町  | 米原町                     | 平成17年2月14日 米原市       | 米原市 |
| 坂 田 郡    | 樋口村   | 樋口村               | 南箕浦村                   | 明治23年3月15日 改称 息郷村      | 息郷村                | 昭和31年9月1日 米原町  | 米原町                     | 平成17年2月14日 米原市       | 米原市 |
| 坂 田 郡    | 樽水村   | 明治12年3月 三吉村   | 南箕浦村                   | 明治23年3月15日 改称 息郷村      | 息郷村                | 昭和31年9月1日 米原町  | 米原町                     | 平成17年2月14日 米原市       | 米原市 |
| 坂 田 郡    | 門根村   | 明治12年3月 三吉村   | 南箕浦村                   | 明治23年3月15日 改称 息郷村      | 息郷村                | 昭和31年9月1日 米原町  | 米原町                     | 平成17年2月14日 米原市       | 米原市 |
| 坂 田 郡    | 久礼村   | 明治12年3月 三吉村   | 南箕浦村                   | 明治23年3月15日 改称 息郷村      | 息郷村                | 昭和31年9月1日 米原町  | 米原町                     | 平成17年2月14日 米原市       | 米原市 |
| 坂 田 郡    | 西坂村   | 西坂村               | 南箕浦村                   | 明治23年3月15日 改称 息郷村      | 息郷村                | 昭和31年9月1日 米原町  | 米原町                     | 平成17年2月14日 米原市       | 米原市 |
| 坂 田 郡    | 番場村   | 明治8年 番場村       | 南箕浦村                   | 明治23年3月15日 改称 息郷村      | 息郷村                | 昭和31年9月1日 米原町  | 米原町                     | 平成17年2月14日 米原市       | 米原市 |
| 坂 田 郡    | 蓮華寺村 | 明治8年 番場村       | 南箕浦村                   | 明治23年3月15日 改称 息郷村      | 息郷村                | 昭和31年9月1日 米原町  | 米原町                     | 平成17年2月14日 米原市       | 米原市 |
| 坂 田 郡    | 一色村   | 一色村               | 醒井村                     | 醒井村                           | 醒井村                | 昭和31年9月1日 米原町  | 米原町                     | 平成17年2月14日 米原市       | 米原市 |
| 坂 田 郡    | 醒井村   | 醒井村               | 醒井村                     | 醒井村                           | 醒井村                | 昭和31年9月1日 米原町  | 米原町                     | 平成17年2月14日 米原市       | 米原市 |
| 坂 田 郡    | 枝折村   | 枝折村               | 醒井村                     | 醒井村                           | 醒井村                | 昭和31年9月1日 米原町  | 米原町                     | 平成17年2月14日 米原市       | 米原市 |
| 坂 田 郡    | 上丹生村 | 明治13年6月 上丹生村 | 醒井村                     | 醒井村                           | 醒井村                | 昭和31年9月1日 米原町  | 米原町                     | 平成17年2月14日 米原市       | 米原市 |
| 坂 田 郡    | 松尾寺村 | 明治13年6月 上丹生村 | 醒井村                     | 醒井村                           | 醒井村                | 昭和31年9月1日 米原町  | 米原町                     | 平成17年2月14日 米原市       | 米原市 |
| 坂 田 郡    | 下丹生村 | 下丹生村             | 醒井村                     | 醒井村                           | 醒井村                | 昭和31年9月1日 米原町  | 米原町                     | 平成17年2月14日 米原市       | 米原市 |
| 坂 田 郡    | 榑ヶ畑村 | 榑ヶ畑村             | 醒井村                     | 醒井村                           | 醒井村                | 昭和31年9月1日 米原町  | 米原町                     | 平成17年2月14日 米原市       | 米原市 |
| 坂 田 郡    | 西山村   | 西山村               | 東黒田村                   | 東黒田村                         | 東黒田村              | 昭和30年7月10日 山東町 | 山東町                     | 平成17年2月14日 米原市       | 米原市 |
| 坂 田 郡    | 長岡村   | 長岡村               | 東黒田村                   | 東黒田村                         | 東黒田村              | 昭和30年7月10日 山東町 | 山東町                     | 平成17年2月14日 米原市       | 米原市 |
| 坂 田 郡    | 万願寺村 | 万願寺村             | 東黒田村                   | 東黒田村                         | 東黒田村              | 昭和30年7月10日 山東町 | 山東町                     | 平成17年2月14日 米原市       | 米原市 |
| 坂 田 郡    | 菅江村   | 菅江村               | 東黒田村                   | 東黒田村                         | 東黒田村              | 昭和30年7月10日 山東町 | 山東町                     | 平成17年2月14日 米原市       | 米原市 |
| 坂 田 郡    | 北方村   | 北方村               | 東黒田村                   | 東黒田村                         | 東黒田村              | 昭和30年7月10日 山東町 | 山東町                     | 平成17年2月14日 米原市       | 米原市 |
| 坂 田 郡    | 志賀谷村 | 明治7年5月 志賀谷村  | 東黒田村                   | 東黒田村                         | 東黒田村              | 昭和30年7月10日 山東町 | 山東町                     | 平成17年2月14日 米原市       | 米原市 |
| 坂 田 郡    | 挊野村   | 明治7年5月 志賀谷村  | 東黒田村                   | 東黒田村                         | 東黒田村              | 昭和30年7月10日 山東町 | 山東町                     | 平成17年2月14日 米原市       | 米原市 |
| 坂 田 郡    | 山室村   | 山室村               | 東黒田村                   | 東黒田村                         | 東黒田村              | 昭和30年7月10日 山東町 | 山東町                     | 平成17年2月14日 米原市       | 米原市 |
| 坂 田 郡    | 大鹿村   | 大鹿村               | 東黒田村                   | 東黒田村                         | 東黒田村              | 昭和30年7月10日 山東町 | 山東町                     | 平成17年2月14日 米原市       | 米原市 |
| 坂 田 郡    | 本郷村   | 本郷村               | 東黒田村                   | 東黒田村                         | 東黒田村              | 昭和30年7月10日 山東町 | 山東町                     | 平成17年2月14日 米原市       | 米原市 |
| 坂 田 郡    | 堂谷村   | 堂谷村               | 東黒田村                   | 東黒田村                         | 東黒田村              | 昭和30年7月10日 山東町 | 山東町                     | 平成17年2月14日 米原市       | 米原市 |
| 坂 田 郡    | 小田村   | 小田村               | 大原村                     | 大原村                           | 大原村                | 昭和30年7月10日 山東町 | 山東町                     | 平成17年2月14日 米原市       | 米原市 |
| 坂 田 郡    | 間田村   | 間田村               | 大原村                     | 大原村                           | 大原村                | 昭和30年7月10日 山東町 | 山東町                     | 平成17年2月14日 米原市       | 米原市 |
| 坂 田 郡    | 井之口村 | 井之口村             | 大原村                     | 大原村                           | 大原村                | 昭和30年7月10日 山東町 | 山東町                     | 平成17年2月14日 米原市       | 米原市 |
| 坂 田 郡    | 村居田村 | 村居田村             | 大原村                     | 大原村                           | 大原村                | 昭和30年7月10日 山東町 | 山東町                     | 平成17年2月14日 米原市       | 米原市 |
| 坂 田 郡    | 野一色村 | 野一色村             | 大原村                     | 大原村                           | 大原村                | 昭和30年7月10日 山東町 | 山東町                     | 平成17年2月14日 米原市       | 米原市 |
| 坂 田 郡    | 烏脇村   | 烏脇村               | 大原村                     | 大原村                           | 大原村                | 昭和30年7月10日 山東町 | 山東町                     | 平成17年2月14日 米原市       | 米原市 |
| 坂 田 郡    | 坂口村   | 坂口村               | 大原村                     | 大原村                           | 大原村                | 昭和30年7月10日 山東町 | 山東町                     | 平成17年2月14日 米原市       | 米原市 |
| 坂 田 郡    | 観音寺村 | 明治7年 朝日村       | 大原村                     | 大原村                           | 大原村                | 昭和30年7月10日 山東町 | 山東町                     | 平成17年2月14日 米原市       | 米原市 |
| 坂 田 郡    | 上夫馬村 | 明治7年 朝日村       | 大原村                     | 大原村                           | 大原村                | 昭和30年7月10日 山東町 | 山東町                     | 平成17年2月14日 米原市       | 米原市 |
| 坂 田 郡    | 下夫馬村 | 下夫馬村             | 大原村                     | 大原村                           | 大原村                | 昭和30年7月10日 山東町 | 山東町                     | 平成17年2月14日 米原市       | 米原市 |
| 坂 田 郡    | 産所村   | 産所村               | 大原村                     | 大原村                           | 大原村                | 昭和30年7月10日 山東町 | 山東町                     | 平成17年2月14日 米原市       | 米原市 |
| 坂 田 郡    | 市場村   | 市場村               | 大原村                     | 大原村                           | 大原村                | 昭和30年7月10日 山東町 | 山東町                     | 平成17年2月14日 米原市       | 米原市 |
| 坂 田 郡    | 市場中村 | 明治7年 本市場村     | 大原村                     | 大原村                           | 大原村                | 昭和30年7月10日 山東町 | 山東町                     | 平成17年2月14日 米原市       | 米原市 |
| 坂 田 郡    | 本庄中村 | 明治7年 本市場村     | 大原村                     | 大原村                           | 大原村                | 昭和30年7月10日 山東町 | 山東町                     | 平成17年2月14日 米原市       | 米原市 |
| 坂 田 郡    | 本庄村   | 明治7年 改称天満村   | 大原村                     | 大原村                           | 大原村                | 昭和30年7月10日 山東町 | 山東町                     | 平成17年2月14日 米原市       | 米原市 |
| 坂 田 郡    | 池下村   | 池下村               | 大原村                     | 大原村                           | 大原村                | 昭和30年7月10日 山東町 | 山東町                     | 平成17年2月14日 米原市       | 米原市 |
| 坂 田 郡    | 長久寺村 | 長久寺村             | 柏原村                     | 柏原村                           | 柏原村                | 昭和30年7月10日 山東町 | 山東町                     | 平成17年2月14日 米原市       | 米原市 |
| 坂 田 郡    | 柏原村   | 明治7年10月 柏原村   | 柏原村                     | 柏原村                           | 柏原村                | 昭和30年7月10日 山東町 | 山東町                     | 平成17年2月14日 米原市       | 米原市 |
| 坂 田 郡    | 岩ガ谷村 | 明治7年10月 柏原村   | 柏原村                     | 柏原村                           | 柏原村                | 昭和30年7月10日 山東町 | 山東町                     | 平成17年2月14日 米原市       | 米原市 |
| 坂 田 郡    | 清滝村   | 清滝村               | 柏原村                     | 柏原村                           | 柏原村                | 昭和30年7月10日 山東町 | 山東町                     | 平成17年2月14日 米原市       | 米原市 |
| 坂 田 郡    | 梓河内村 | 明治7年 梓河内村     | 柏原村                     | 柏原村                           | 柏原村                | 昭和30年7月10日 山東町 | 山東町                     | 平成17年2月14日 米原市       | 米原市 |
| 坂 田 郡    | 目河内村 | 明治7年 梓河内村     | 柏原村                     | 柏原村                           | 柏原村                | 昭和30年7月10日 山東町 | 山東町                     | 平成17年2月14日 米原市       | 米原市 |
| 坂 田 郡    | 須川村   | 須川村               | 柏原村                     | 柏原村                           | 柏原村                | 昭和30年7月10日 山東町 | 山東町                     | 平成17年2月14日 米原市       | 米原市 |
| 坂 田 郡    | 大野木村 | 大野木村             | 柏原村                     | 柏原村                           | 柏原村                | 昭和30年7月10日 山東町 | 山東町                     | 平成17年2月14日 米原市       | 米原市 |
| 坂 田 郡    | 岩脇村   | 岩脇村               | 息長村                     | 息長村                           | 息長村                | 昭和30年4月1日 近江町  | 近江町                     | 平成17年10月1日 米原市に編入 | 米原市 |
| 坂 田 郡    | 西円寺村 | 西円寺村             | 息長村                     | 息長村                           | 息長村                | 昭和30年4月1日 近江町  | 近江町                     | 平成17年10月1日 米原市に編入 | 米原市 |
| 坂 田 郡    | 箕浦村   | 箕浦村               | 息長村                     | 息長村                           | 息長村                | 昭和30年4月1日 近江町  | 近江町                     | 平成17年10月1日 米原市に編入 | 米原市 |
| 坂 田 郡    | 新庄村   | 新庄村               | 息長村                     | 息長村                           | 息長村                | 昭和30年4月1日 近江町  | 近江町                     | 平成17年10月1日 米原市に編入 | 米原市 |
| 坂 田 郡    | 寺倉村   | 寺倉村               | 息長村                     | 息長村                           | 息長村                | 昭和30年4月1日 近江町  | 近江町                     | 平成17年10月1日 米原市に編入 | 米原市 |
| 坂 田 郡    | 能登瀬村 | 能登瀬村             | 息長村                     | 息長村                           | 息長村                | 昭和30年4月1日 近江町  | 近江町                     | 平成17年10月1日 米原市に編入 | 米原市 |
| 坂 田 郡    | 多和田村 | 多和田村             | 息長村                     | 息長村                           | 息長村                | 昭和30年4月1日 近江町  | 近江町                     | 平成17年10月1日 米原市に編入 | 米原市 |
| 坂 田 郡    | 日光寺村 | 日光寺村             | 息長村                     | 息長村                           | 息長村                | 昭和30年4月1日 近江町  | 近江町                     | 平成17年10月1日 米原市に編入 | 米原市 |
| 坂 田 郡    | 顔戸村   | 顔戸村               | 息長村                     | 明治27年12月1日 分立 日撫村      | 昭和17年4月1日 坂田村 | 昭和30年4月1日 近江町  | 近江町                     | 平成17年10月1日 米原市に編入 | 米原市 |
| 坂 田 郡    | 高溝村   | 高溝村               | 息長村                     | 明治27年12月1日 分立 日撫村      | 昭和17年4月1日 坂田村 | 昭和30年4月1日 近江町  | 近江町                     | 平成17年10月1日 米原市に編入 | 米原市 |
| 坂 田 郡    | 舟崎村   | 舟崎村               | 息長村                     | 明治27年12月1日 分立 日撫村      | 昭和17年4月1日 坂田村 | 昭和30年4月1日 近江町  | 近江町                     | 平成17年10月1日 米原市に編入 | 米原市 |
| 坂 田 郡    | 世継村   | 世継村               | 法性寺村                   | 法性寺村                         | 昭和17年4月1日 坂田村 | 昭和30年4月1日 近江町  | 近江町                     | 平成17年10月1日 米原市に編入 | 米原市 |
| 坂 田 郡    | 飯村     | 飯村                 | 法性寺村                   | 法性寺村                         | 昭和17年4月1日 坂田村 | 昭和30年4月1日 近江町  | 近江町                     | 平成17年10月1日 米原市に編入 | 米原市 |
| 坂 田 郡    | 宇賀野村 | 宇賀野村             | 法性寺村                   | 法性寺村                         | 昭和17年4月1日 坂田村 | 昭和30年4月1日 近江町  | 近江町                     | 平成17年10月1日 米原市に編入 | 米原市 |
| 坂 田 郡    | 長沢村   | 明治初年 長沢村      | 法性寺村                   | 法性寺村                         | 昭和17年4月1日 坂田村 | 昭和30年4月1日 近江町  | 近江町                     | 平成17年10月1日 米原市に編入 | 米原市 |
| 坂 田 郡    | 長沢新田 | 明治初年 長沢村      | 法性寺村                   | 法性寺村                         | 昭和17年4月1日 坂田村 | 昭和30年4月1日 近江町  | 近江町                     | 平成17年10月1日 米原市に編入 | 米原市 |

## 行政

### 市長
- 角田航也（2024年11月10日から）

歴代市長
| 代  | 氏名                                    | 就任年月日     | 退任年月日     |
| --- | --------------------------------------- | -------------- | -------------- |
|     | 村西俊雄 （市長職務執行者・旧米原町長） | 2005年2月14日  | 2005年3月5日   |
| 1   | 平尾道雄                                | 2005年3月6日   | 2009年3月5日   |
| 2   | 泉峰一                                  | 2009年3月6日   | 2013年3月5日   |
| 3-5 | 平尾道雄                                | 2013年3月6日   | 2024年10月13日 |
| 6   | 角田航也                                | 2024年11月10日 |                |

### 市役所
米原市は本所機能を1つに集約した本庁方式をとっており、主に本庁舎に部署が入っている。また、米原市商工会や「B★LOVANGA」(売店)も本庁舎内に入居しており、山東支所に外部事業所が多数入居している。そして、市役所から遠い場所には行政サービスセンターがある。
- 本庁舎

所在地 : 〒521-8501 米原市米原1016番地
代表番号 : 0749-53-5100
| 階  | 部名（局名）               | 課名                   | （センター名）                 |            |
| --- | -------------------------- | ---------------------- | ------------------------------ | ---------- |
| 1階 | 市民部                     | 市民保健課             | 市民保健課                     |            |
| 1階 | 市民部                     | 税務課                 |                                |            |
| 1階 | 市民部                     | 収納対策課             |                                |            |
| 1階 | くらし支援部               | 高齢福祉課             | 高齢福祉課                     |            |
| 1階 | くらし支援部               | 社会福祉課             | 発達支援センター               |            |
| 1階 | くらし支援部               | （健康づくり課）       | 基幹包括支援センター           |            |
| 1階 | 会計室                     |                        |                                |            |
| 2階 | くらし支援部               | 福祉政策課             | 福祉政策課                     | 福祉政策課 |
| 2階 | くらし支援部               | 健康づくり課           |                                |            |
| 2階 | くらし支援部               | 子育て支援課           | 少年センター（米原市三吉）     |            |
| 2階 | くらし支援部               | 保育幼稚園課           |                                |            |
| 2階 | 教育委員会事務局（教育部） | 教育総務課             | 教育総務課                     |            |
| 2階 | 教育委員会事務局（教育部） | 学校教育課             | 特別支援サポートセンター       |            |
| 2階 | 教育委員会事務局（教育部） | 生涯学習課             |                                |            |
| 2階 | 教育委員会事務局（教育部） | スポーツ推進課         | 国スポ・障スポ大会推進室       |            |
| 2階 | 教育委員会事務局（教育部） | 学校給食課             | 東部給食センター（米原市長岡） |            |
| 2階 | 教育委員会事務局（教育部） | 学校給食課             | 西部給食センター（米原市入江） |            |
| 3階 | 市民部                     | 自治環境課             | 自治環境課                     |            |
| 3階 | くらし支援部               | （健康づくり課）       | 新型コロナワクチン接種担当     |            |
| 3階 | まち整備部                 | 建設課                 | 建設課                         |            |
| 3階 | まち整備部                 | 都市計画課             |                                |            |
| 3階 | まち整備部                 | シティセールス課       | 観光案内所                     |            |
| 3階 | まち整備部                 | 農政商工課             |                                |            |
| 3階 | 政策推進部                 | 財政契約課（庁舎管理） | 財政契約課（庁舎管理）         |            |
| 3階 | 農業委員会事務局           |                        |                                |            |
| 4階 | 政策推進部                 | 広報秘書課             | 広報秘書課                     |            |
| 4階 | 政策推進部                 | 防災危機管理課         |                                |            |
| 4階 | 政策推進部                 | 政策推進課             |                                |            |
| 4階 | 政策推進部                 | デジタル未来推進課     |                                |            |
| 4階 | 総務部                     | 総務課                 | 総務課                         |            |
| 4階 | 総務部                     | 財政契約課             |                                |            |
| 4階 | 総務部                     | 人権政策課             |                                |            |
| 5階 | 議会事務局                 | 議会事務局             | 議会事務局                     |            |
| 5階 | 監査委員事務局             |                        |                                |            |
| 5階 | 公平委員会事務局           |                        |                                |            |

- 山東支所

所在地 : 〒521-0292 米原市長岡1206番地
代表番号 : 0749-53-5170
| 階  | 部名       | 課名       |
| --- | ---------- | ---------- |
| 1階 | 市民部     | 地域振興課 |
| 2階 | まち整備部 | まち保全課 |
| 2階 | まち整備部 | 上下水道課 |

- 伊吹市民自治センター

所在地 : 〒521-0392 米原市春照490番地1
代表番号 : 0749-53-5190
| 部名   | 課名       |
| ------ | ---------- |
| 市民部 | 地域振興課 |

- 近江市民自治センター

所在地 : 〒521-8601 米原市顔戸488番地3
代表番号 : 0749-53-5191
| 部名   | 課名       |
| ------ | ---------- |
| 市民部 | 地域振興課 |

### 行政サービスセンター
- 息郷行政サービスセンター

所在地 : 〒521-0023 米原市三吉581番地
- 醒井行政サービスセンター

所在地 : 〒521-0035 米原市醒井615番地9
- 柏原行政サービスセンター

所在地 : 〒521-0202 米原市柏原2221番地
- 吉槻行政サービスセンター

所在地 : 〒521-0304 米原市吉槻1356番地

### 再開発
米原駅東口周辺まちづくりプロジェクト
2015年（平成27年）秋、米原市は地方創生総合戦略の取り組みの一つとして「米原駅東口周辺まちづくりプロジェクト」を打ち出し、そこに建築家の隈研吾らが参画。その中では、民間主導で米原駅周辺に都市機能や飲食店、マルシェやホテル、住宅地などを整備し、にぎわいの創出を狙う「宿場町構想」が提案された。
2016年（平成28年）にはプロジェクトの一つである、新・統合庁舎を米原駅東口の市有地の一部に建設する案が、市議会にて可決された。なお、統合庁舎完成後は、従来の山東・伊吹・近江地域に窓口機能や地域振興機能を持つ市民自治センターを設置。また山東地域については自治センターに加え、山東・伊吹地域を区域とした総合支所を配置する。
2021年（令和3年）5月、米原駅東口に本庁舎として開庁。また山東庁舎は山東支所に、伊吹・近江庁舎は伊吹・近江市民自治センターとなり、米原庁舎は閉鎖された。

## 議会

### 米原市議会
議場を本庁舎内に持つ。
- 定数：16名（現人数：15名）
- 任期：2021年（令和3年）11月〜2025年（令和7年）10月
- 議長：今中力松（2022年（令和4年）11月10日〜）
- 副議長：山本克巳（2022年（令和4年）11月10日〜）
- 監査委員：中川雅史（2021年（令和3年）11月9日〜）

| 会派名               | 議席数 | 議員名（◎は代表者、○は経理責任者）                                 |
| -------------------- | ------ | ------------------------------------------------------------------ |
| 天翔クラブ           | 7      | ◎鍔田明、○鹿取和幸、磯谷晃、今中力松、中川松雄、矢野邦昭、山口久志 |
| 政策研究会マイバラ   | 4      | ◎山本克己、○中川雅史、堀江一三、吉田周一郎                         |
| 日本共産党米原市議団 | 2      | ◎山脇正孝、○藤田正雄                                               |
| 無所属               | 2      | 振角大祐、細野正行（公明党）                                       |
| 計                   | 16     |                                                                    |

### 滋賀県議会
- 選挙区：米原市選挙区
- 定数：1人
- 任期：2023年4月30日〜2027年4月29日

| 氏名     | 会派名     | 当選回数 |
| -------- | ---------- | -------- |
| 角田航也 | チームしが | 3        |

### 衆議院
- 選挙区：滋賀2区（彦根市、長浜市、米原市、東近江市の一部、愛知郡、犬上郡）
- 任期：2021年10月31日 - 2025年10月30日
- 当日有権者数：263,110人
- 投票率：56.93％

| 当落 | 候補者名   | 年齢 | 所属党派   | 新旧別 | 得票数   | 重複 |
| ---- | ---------- | ---- | ---------- | ------ | -------- | ---- |
| 当   | 上野賢一郎 | 56   | 自由民主党 | 現     | 83,502票 | ○    |
|      | 田島一成   | 59   | 立憲民主党 | 元     | 64,119票 | ○    |

## 施設

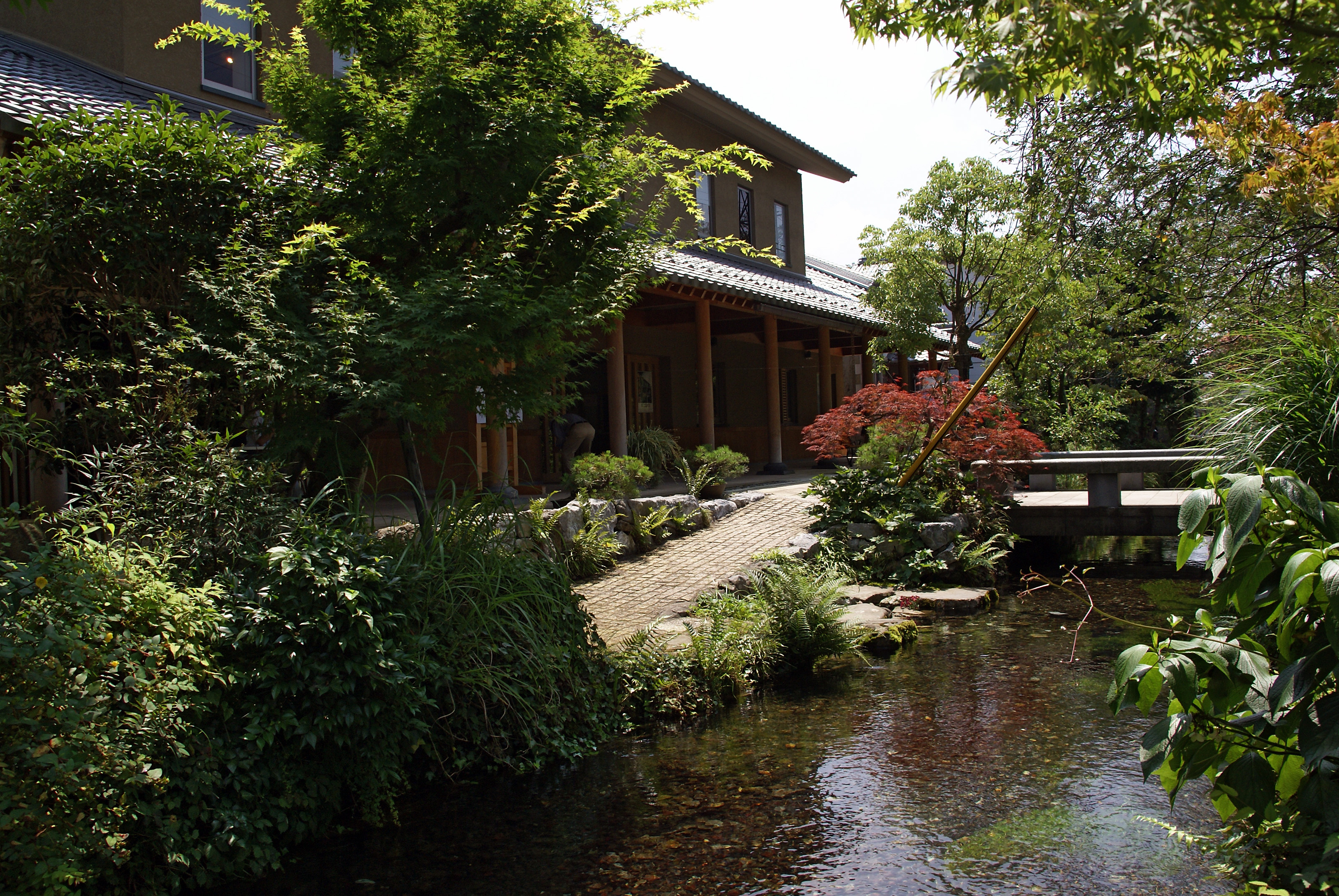
醒井木彫美術館

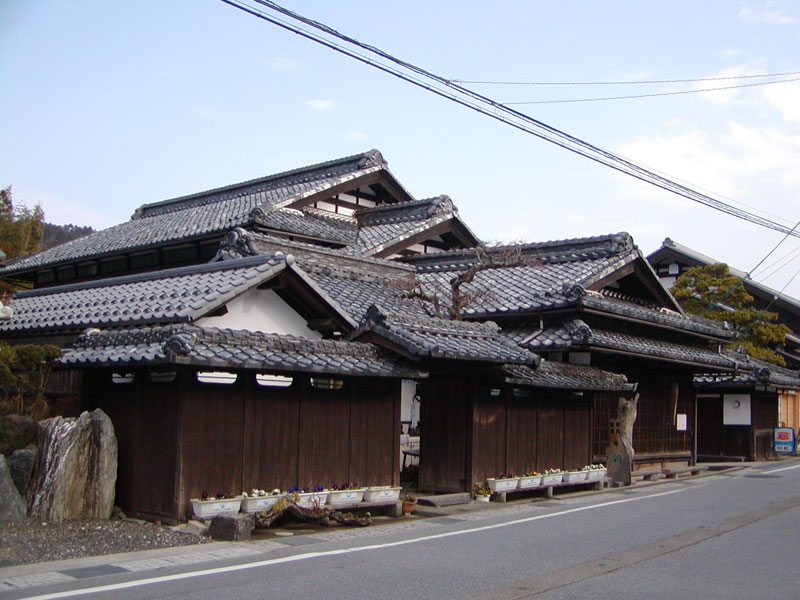
柏原宿歴史館

### 警察
本部
- 滋賀県警察 米原警察署（米原）

交番
- 米原駅前交番（米原）
- 近江長岡交番（長岡）

駐在所
- 醒井駐在所（醒井）
- 息長駐在所（能登瀬）
- 坂田駐在所（宇賀野）

### 消防
本部
- 湖北地域消防組合（長浜市平方町）

消防署
- 米原消防署（長岡）

出張所
- 米原出張所（朝妻筑摩）

- 伊吹出張所（曲谷）

### 医療
主な診療所
- 米原市地域包括医療福祉センターふくしあ（近江診療所）
  - 米原診療所（三吉）
  - 米原近江地域包括支援センター
  - 山東伊吹地域包括支援センター（山東支所1階）
- 地域包括ケアセンターいぶき
  - 吉槻診療所（吉槻）
  - 山東診療所（志賀谷）

### 郵便局
郵便番号は以下の通りとなっている。
- 米原郵便局：521-00xx、521-85xx、521-86xx、521-87xx
- 山東郵便局：521-02xx、521-03xx

- 米原郵便局（下多良）
- 山東郵便局（長岡）
- 山東柏原郵便局（柏原）
- 醒井郵便局（枝折）
- 市場郵便局（市場）
- 伊吹郵便局（春照）
- 息長郵便局（能登瀬）

- 東草野郵便局（吉槻）
- 近江宇賀野郵便局（宇賀野）
- 米原東簡易郵便局（米原）
- 息郷簡易郵便局（三吉）
- 磯簡易郵便局（磯）

### 図書館
- 山東図書館
- 近江図書館
- 伊吹薬草の里文化センター図書室

### 文化施設
博物館・美術館
- 近江はにわ館（近江図書館内）
- 醒井宿資料館
- 醒井木彫美術館
- 柏原宿歴史館
- 伊吹山文化資料館
- 奥伊吹ふるさと伝承館

### 交流施設
- 滋賀県立文化産業交流会館
- ルッチプラザ
- 米原学びあいステーション（みらいく米原）
- 山東学びあいステーション（キラリさんとう）
- 近江学びあいステーション（こんせ近江）
- 伊吹薬草の里文化センター（ジョイいぶき）

### 運動施設
- 双葉総合体育館（双葉中学校体育館）
- 近江グラウンド（近江学びあいステーション内）
- スパーク米原
- 米原球場
- 米原市民体育館（山東学びあいステーション内）
- 山東グラウンド
- スパーク山東（グリーンパーク山東内）
- 山東B&G海洋センター
- イブキサッカースタジアム
- 伊吹第1グラウンド
- 伊吹第2グラウンド
- 伊吹テニスコート
- スパーク伊吹
- 伊吹B&G海洋センター
- 伊吹山麓青少年総合体育館

## 対外関係

### 姉妹都市・提携都市

#### 国内
提携都市
- 丸亀市（四国地方 香川県）
  - 交流都市[23]。

その他
- 一豊公&千代様サミット
  - 山内一豊と千代(見性院)との関係が深い市町および関係を大切にしている市町の集まりに参加している。1994年から2007年まで毎年開催。
  - 2006年に大河ドラマ『功名が辻』が放映され、一定の成果を収めたことから、翌2007年より民間主導に切り替えられた。
  - ※関連リンク：山内一豊、千代（見性院）

## 経済

### 第一次産業

#### 農業
農業協同組合
- レーク伊吹農業協同組合（JAレーク伊吹）

#### 漁業
主な漁港
- 磯漁港

### 第二次産業

#### 工業
主な工場
- パナソニックハウジングソリューションズ米原工場
- アイリスオーヤマ米原工場
- アストラゼネカ株式会社米原工場
- 三菱樹脂山東工場

など

### 金融機関
- 滋賀銀行
  - 米原支店（米原）
    - 醒井代理店

  - 山東支店（長岡）
    - 伊吹代理店

  - 近江町支店（宇賀野）
- 関西みらい銀行（旧びわこ銀行・関西アーバン銀行）
  - 米原支店（下多良）
  - 醒井出張所（醒井）
- 長浜信用金庫
  - 米原支店（下多良）
  - 醒井支店（醒井）
  - 近江支店（宇賀野）
- ゆうちょ銀行（郵便局内）

### 拠点を置く企業
- 童夢
- フタバヤ
- 日本ソフト開発
- 近江鉱業
- ナンガ
- 東レ・カーボンマジック
- 近江化学工業
- 山室木材工業
- アコース
- ターナ
- 三軌工業
- ヤンマー中央研究所
- 鉄道総合技術研究所風洞技術センター

など

## 教育

### 高等学校
県立
- 滋賀県立米原高等学校（西円寺）
- 滋賀県立伊吹高等学校（朝日）

### 中学校
市立
- 米原市立柏原中学校（清滝）
- 米原市立大東中学校（池下）
- 米原市立伊吹山中学校（高番）

- 米原市立米原中学校（入江）
- 米原市立河南中学校（河南）
- 米原市立双葉中学校（顔戸）

廃校
- 米原市立東草野中学校（吉槻）

### 小学校
市立
- 米原市立柏原小学校（柏原）
- 米原市立大原小学校（市場）
- 米原市立山東小学校（大鹿）
- 米原市立伊吹小学校（上野）
- 米原市立春照小学校（杉澤）

- 米原市立米原小学校（入江）
- 米原市立河南小学校 (枝折）
- 米原市立息長小学校（能登瀬）
- 米原市立坂田小学校（宇賀野）

廃校
- 米原市立東草野小学校（吉槻）
- 米原市立山東西小学校(山東小と同住所)
- 米原市立山東東小学校(長岡)

(かつては東黒田西小学校、東黒田東小学校とよばれていた)
- 米原市立醒ヶ井小学校(河南小と同住所)
- 米原市立息郷小学校(三吉)

### 特別支援学校
- 滋賀県立長浜養護学校伊吹分教室(高等部のみ)（朝日）《※伊吹高等学校の敷地内に住所を置く》

### 認定こども園
公設
- いぶき認定こども園（春照）
- かなん認定こども園（三吉）

- まいばら認定こども園（下多良）
- おうみ認定こども園（顔戸）

私設
- 認定こども園 チャイルドハウス近江（宇賀野）
- 認定こども園 長岡学園（長岡）

- 柏原こども園（柏原）

### 幼稚園
公設
- 山東幼稚園（池下）(令和六年度末廃園予定)

## 交通

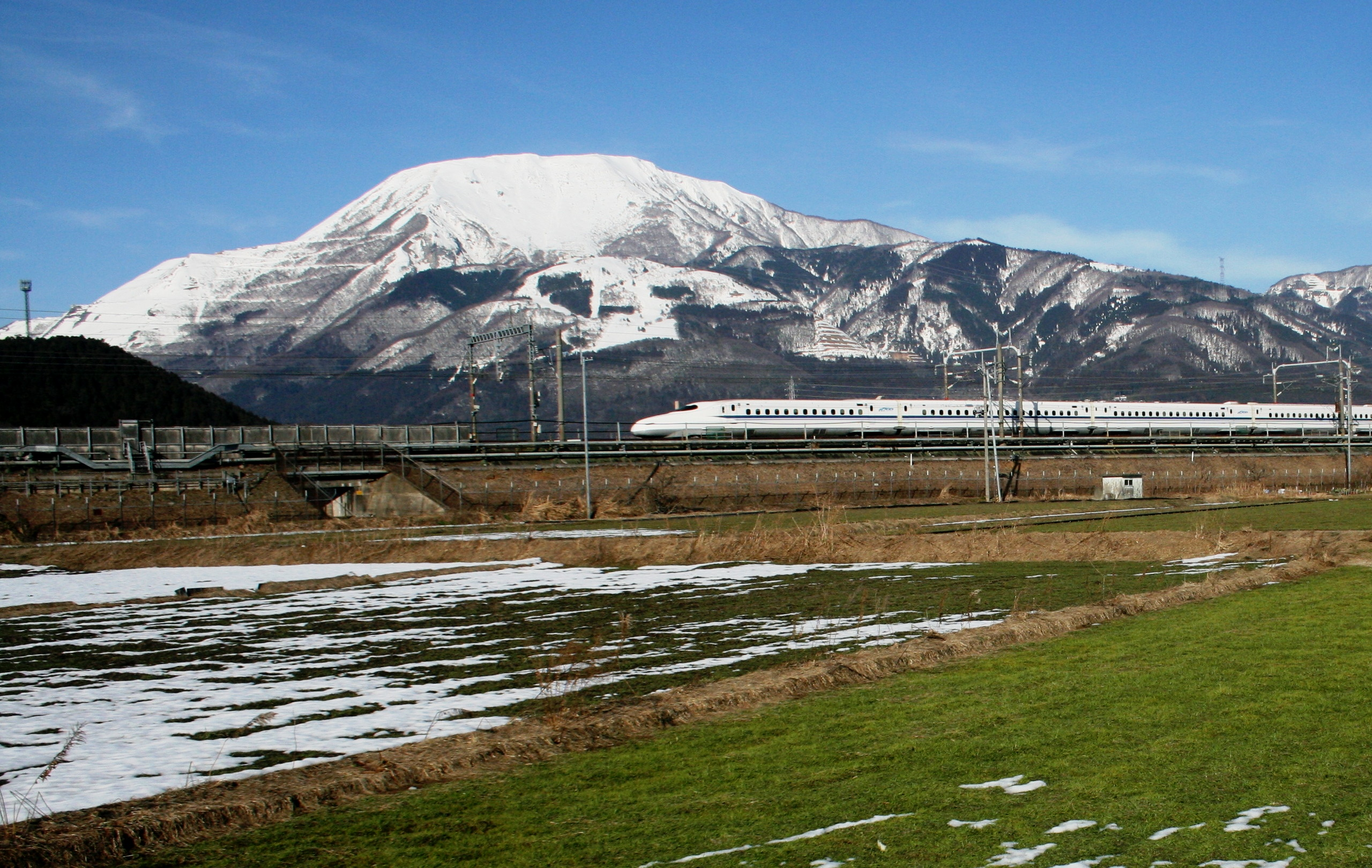
伊吹山を背景に米原駅へ向かう新幹線

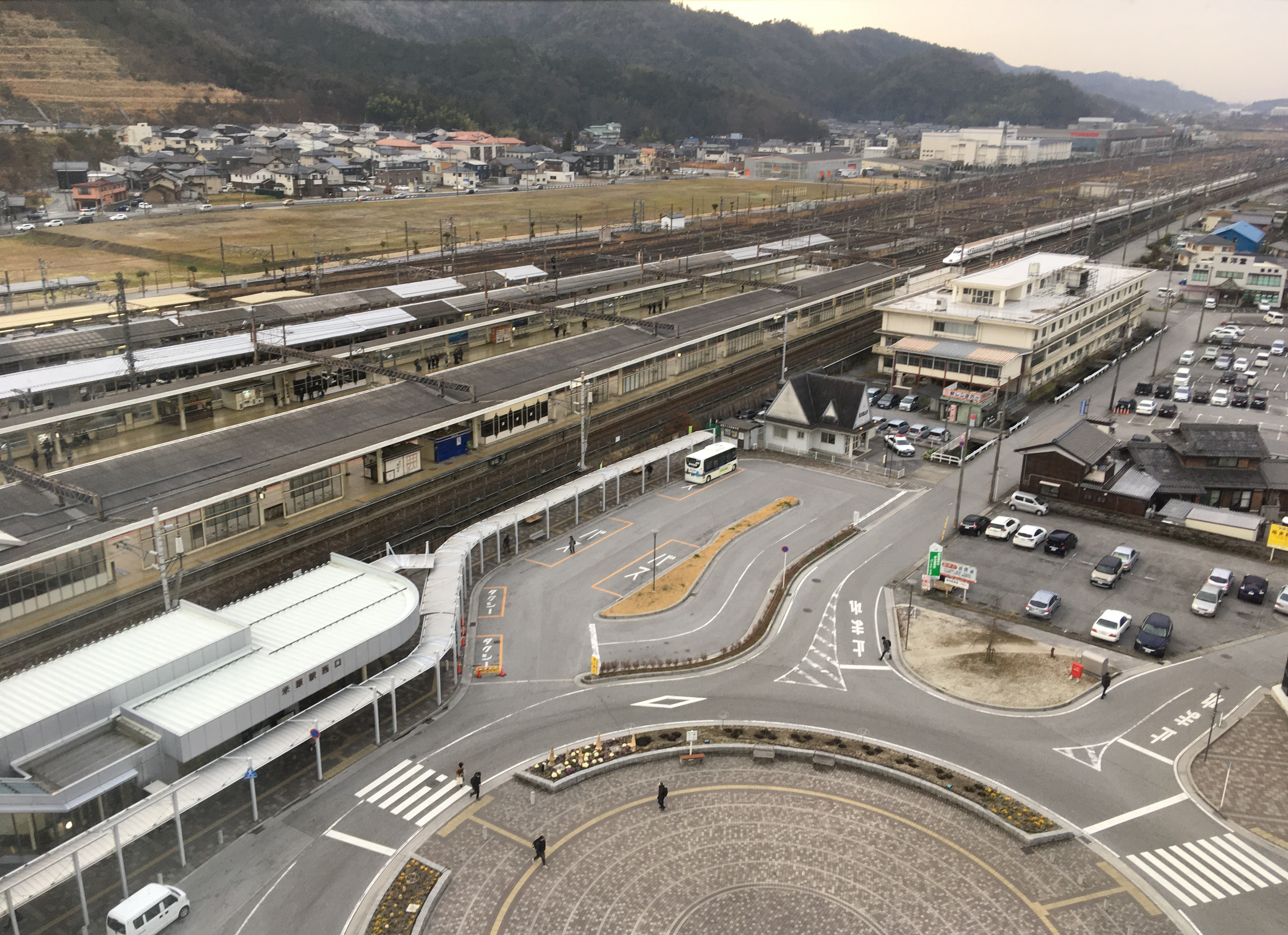
米原駅

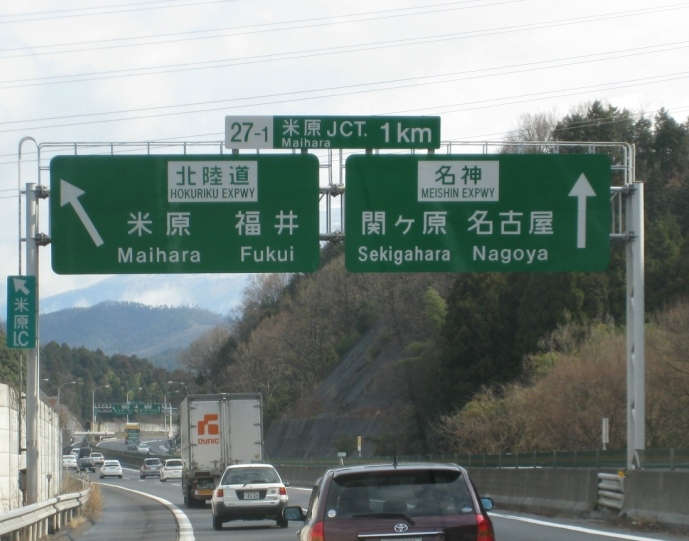
米原JCT

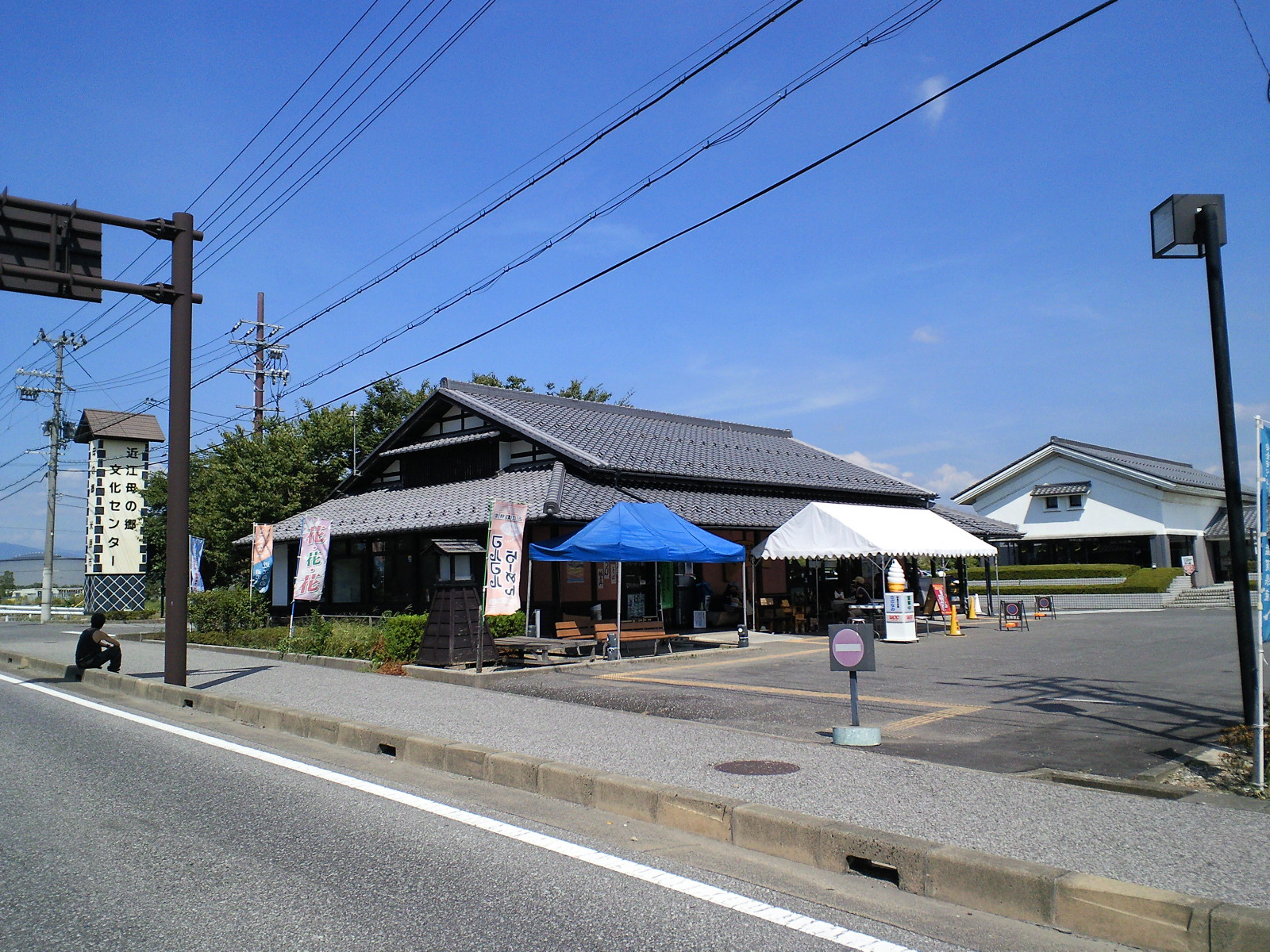
道の駅近江母の郷

### 鉄道
市の中心となる駅は米原駅であり、東海道新幹線のホームが存在するほか、在来線では東海道本線と北陸本線がそれぞれ分岐する。
東海旅客鉄道（JR東海）
- 東海道新幹線： - 米原駅 -
- 東海道本線： - 柏原駅 - 近江長岡駅 - 醒ケ井駅 - 米原駅

西日本旅客鉄道（JR西日本）
- 東海道本線（琵琶湖線）：米原駅 -
- 北陸本線（琵琶湖線）：米原駅 - 坂田駅 -

近江鉄道
- 本線：米原駅 -

### バス

#### 路線バス
- 湖国バス
- 米原市乗合タクシー「まいちゃん号」（予約運行制)
- 米原市乗合バス「まいちゃんバス」（予約なし・平日運行）

### タクシー
- 近江タクシー
- 都タクシー
- さくらタクシー

### 道路

#### 高速道路
- E1名神高速道路
  - (BS)山東BS（休止） - (PA)伊吹PA - (BS)米原BS（休止） - (27-1)米原JCT
- E8北陸自動車道
  - (27-1)米原JCT - (TB)米原TB（廃止） - (1)米原IC
- 有料道路
  - 伊吹山ドライブウェイ

#### 国道
- 国道8号
- 国道21号
- 国道365号

#### 県道
主要地方道
- 滋賀県道2号大津能登川長浜線（さざなみ街道、湖岸道路）
- 滋賀県道19号山東一色線
- 滋賀県道・岐阜県道40号山東本巣線

一般県道
- 滋賀県道233号米原停車場線
- 滋賀県道234号朝妻筑摩近江線
- 滋賀県道235号世継宇賀野線
- 滋賀県道240号樋口岩脇線
- 滋賀県道243号東上坂近江線
- 滋賀県道244号大野木志賀谷長浜線
- 滋賀県道246号大鹿寺倉線
- 滋賀県道247号能登瀬岩脇線
- 滋賀県道248号天満一色線

- 滋賀県道249号柏原停車場線
- 滋賀県道268号伊吹山上野線
- 滋賀県道329号彦根米原線
- 滋賀県道509号間田長浜線
- 滋賀県道510号伊部近江線
- 滋賀県道556号長浜近江線
- 滋賀県道531号藤川春照線
- 滋賀県道547号西柳野高月線
- 滋賀県道551号山東伊吹線

### 道の駅
- 道の駅近江母の郷（宇賀野）
- 道の駅伊吹の里（伊吹）

## 名所・旧跡・観光スポット

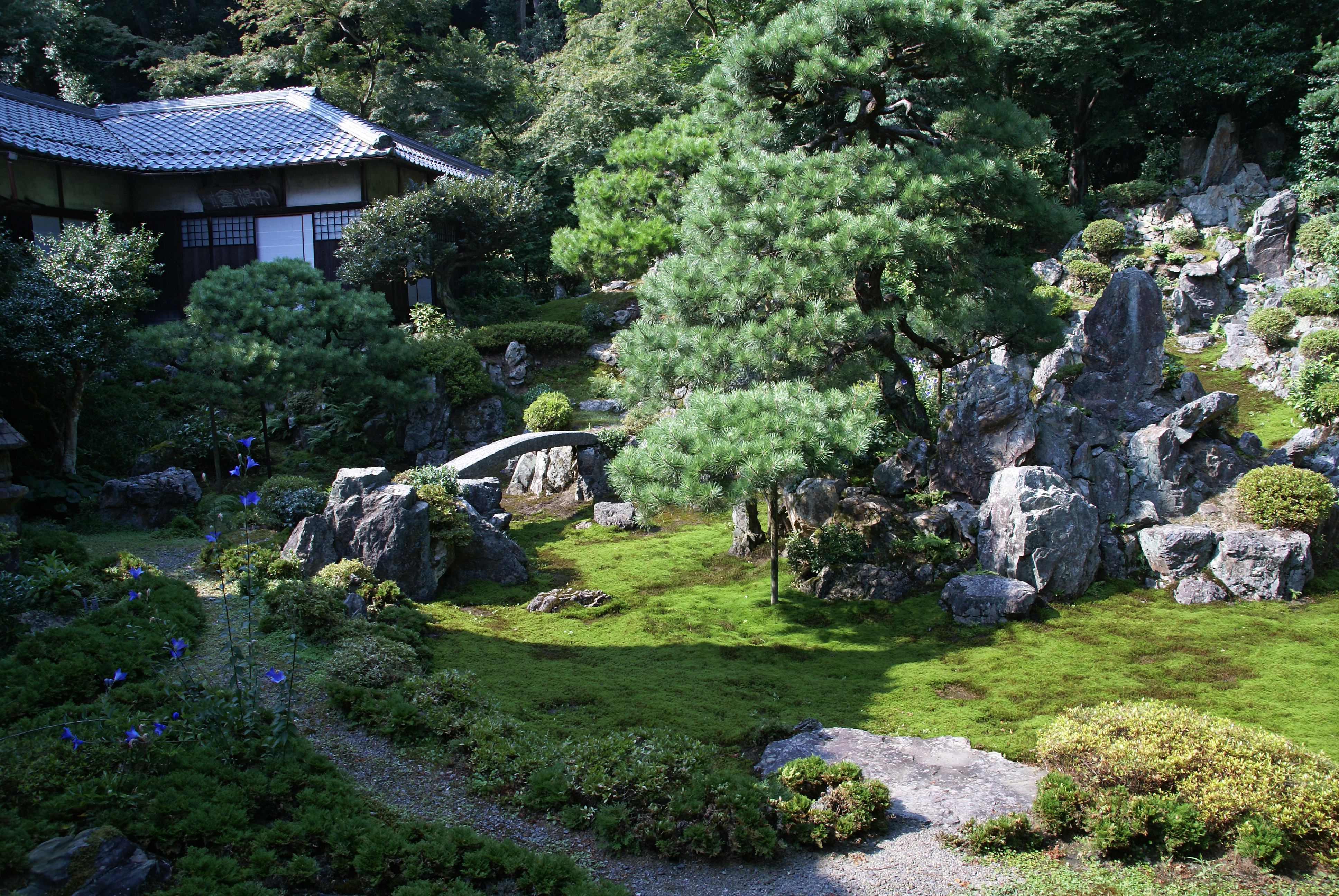
青岸寺

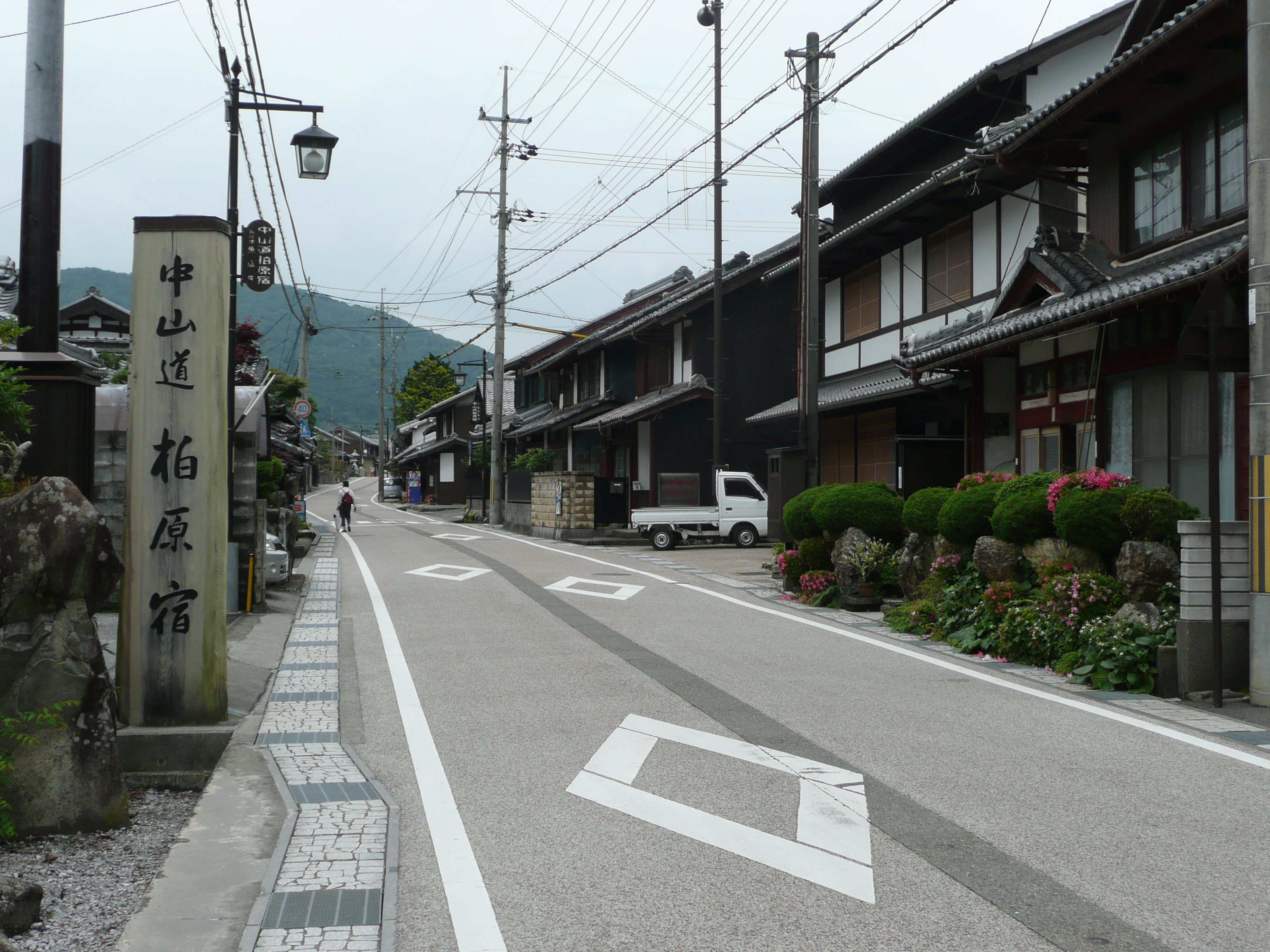
柏原宿

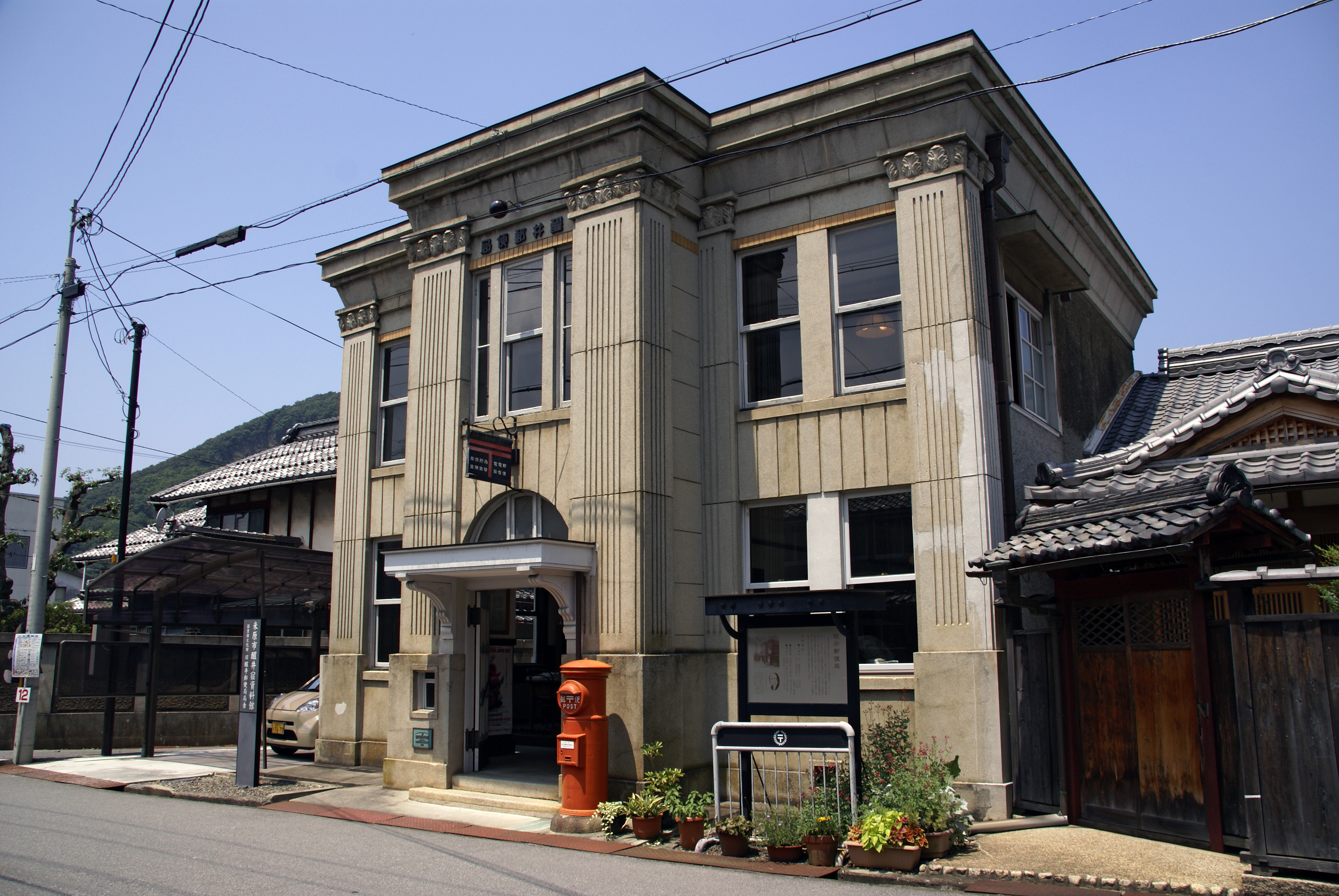
旧醒井郵便局局舎

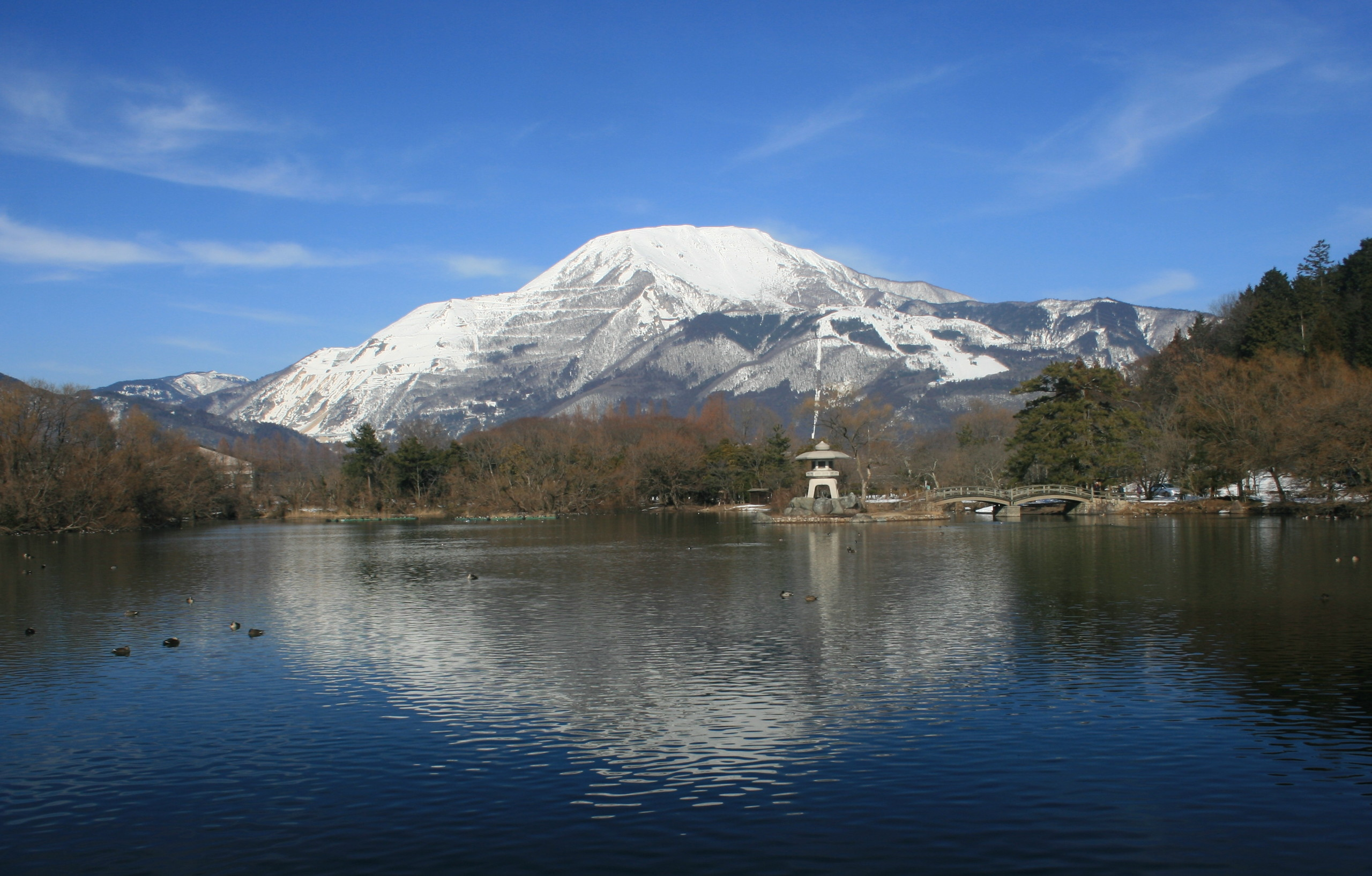
三島池に留まる水鳥と伊吹山

### 名所・旧跡
主な城郭・館
- 太平寺城 - 京極氏の前期の居城
- 上平寺城 - 京極氏の後期の居城
- 京極氏館跡 - 伊吹神社境内
- 土肥氏館跡

主な寺院
- 青岸寺（国の名勝）
- 観音寺
- 徳源院
- 福田寺
- 松尾寺（九重塔、鰐口は国の重要文化財）
- 了徳寺 - 了徳寺のオハツキイチョウ
- 蓮華寺

主な神社
- 泉神社 - 泉神社湧水（名水百選）
- 伊吹神社
- 湯谷神社
- 筑摩神社
- 坂田神明宮
- 日撫神社
- 山津照神社
- 蛭子神社 - 七夕伝説が残る[24][25]。

主な史跡
- 村居田古墳
- 山津照神社古墳（滋賀県指定史跡）

主な遺跡
- 杉沢遺跡
- 番の面遺跡
- 起し又遺跡

宿場
- 中山道
  - 柏原宿
    - 成菩提院
    - 徳源院

  - 醒井宿
    - 醒井地蔵尊
    - 加茂神社
    - 米原市醒井宿資料館
    - 醒井木彫美術館
    - 居醒の清水（地蔵川源流点）

  - 番場宿
    - 蓮華寺
    - 番場城
    - 鎌刃城

### 観光スポット
- 琵琶湖
- 霊仙山
- 醒井峡谷（国の名勝）
- 醒井養鱒場
- 木彫の里「上丹生」
- ローザンベリー多和田
- 伊吹山
- グランスノー奥伊吹
- 伊吹山パラグライダースクール
- ミルクファーム伊吹
- グリーンパーク山東
- 三島池（滋賀県の天然記念物「マガモ自然繁殖の南限地」）
- ゲンジボタルおよびその発生地（長岡・特別天然記念物指定）
- 東草野の山村景観（重要文化的景観）

## 文化・名物

### 祭事・催事
- 鍋冠祭

毎年5月3日、筑摩神社にて開催。神社までの約1kmを総勢200人がねり歩き、その中に数え年8歳前後の少女8人が鍋を被って加わることから「鍋冠祭」と呼ばれている。また、日本三大奇祭の一つともされ、市の無形民俗文化財に指定されている。
- 森フェス in 滋賀

毎年5月末から6月頃の日曜日、伊吹薬草の里文化センターにて開催される。
- 天の川ほたるまつり

毎年6月初め、長岡区内の天野川流域にて、2日間の日程で開催される。米原・長岡地区のホタルは、「長岡のゲンジボタルおよびその発生地」として特別天然記念物に指定されており、期間中は天野川流域の観賞地付近にぼんぼりや行灯などが設置されるほか、ホタルの生態やホタル保護活動の歴史を紹介する「ホタル館」が開かれる。
- 伊吹山ユウスゲまつり

毎年夏の時期、伊吹山に広がるユウスゲをモチーフに、ゲストによるトークショーやコンサートが実施される。
- 里おこしイベント・伊吹の天窓

夏のグランスノー奥伊吹を舞台に開催される、里おこしイベント。ステージでのコンサートライブやアートライトアップが行われるほか、地元の食材を使った出店や、市場が開かれる。
- 醒井地蔵まつり

毎年8月23日・24日、醒井宿周辺にて開催。大規模な地蔵盆が開かれ、住民による「つくりもの」展示されるほか、ご詠歌や盆踊り、万灯流しが実施される。
- 米原曳山祭

江戸時代から続く祭札であり、10月上旬に湯谷神社にて開かれる。県選択無形民俗文化財。曳山の中では、子どもによる歌舞伎狂言が行われるものもある。
- 米原市芸術展覧会

美術部門・音楽部門で構成。作品を公募し、その中より各賞を付与する。

### 名産・特産
- 伊吹そば
- ビワマス
- 鮒寿司
- 赤かぶ漬物
- 伊吹牛乳
- 伊吹ハム
- 伊吹大根
- もぐさ
- 木彫刻
- 湖・川魚料理
- みょうが

## 関係者
出身者・居住その他ゆかりある人物

### 政治・行政
- 松本平 - 農林水産省農村振興局長、農林水産省畜産局長 [32]

### 文化・芸術・研究
- 尾木直樹（教育評論家、初代まいばらふるさと大使）：旧伊吹町
- 黒田春海（作家・実業家）：旧米原町
- 田代俊孝（旧姓法雲、仏教学者、生命倫理学者）：旧伊吹町
- ヒロ・ヤマガタ（画家）：旧米原町

### 芸能・音楽・スポーツ
- 上原美佐（女優）：旧伊吹町
- 木村千恵（ホッケー選手）：旧伊吹町
- ken（L'Arc〜en〜Ciel）：旧米原町
- 田中健太（ホッケー選手）
- 土田龍空（プロ野球選手）：旧米原町
- tetsuya（L'Arc〜en〜Ciel）：旧米原町、彦根市生まれ
- 西村泰昭（ホッケー選手）：旧伊吹町
- 松井桂三（俳優）
- 宮崎奈美（ホッケー選手）：旧伊吹町
- 横川凱（プロ野球選手）：旧山東町